# Zohya Dahmani
Pour les articles homonymes, voir Dahmani (homonymie).
Zohya Dahmani est une lutteuse libre française.

## Palmarès

### Championnats du monde
- Médaille d'or en lutte libre dans la catégorie des moins de 57 kg en 1994 à Sofia